# Andreas Miaulis
Andreas Miaulis (grško Ανδρέας Βώκος Μιαούλης), grški admiral in politik, * 20. maj 1769, † 24. junij 1835.